# Лобсанг
Лобсанг (также Лобсан; тиб. བསྟན་འཛིན་, Вайли blo bzang, сокр. от blo gros bzang po) — нарицательное имя, в переводе с тибетского языка означает «благой ум». Восходит к имени одного из предыдущих воплощений Будды Шакьямуни, бодхисаттвы Сумедхи (тиб. བསྟན་འཛིན་, Вайли blo gros bzang po).
Наиболее распространено в среде последователей школы гелуг.

## Известные носители
- Лобсанг Драгпа (Цонкапа)
- Лобсанг Чокьи Гьялцен (Панчен-лама IV)
- Лобсанг Еше (Панчен-лама V)